# Храповицкий, Игнатий Евстафьевич
Игнатий Евстафьевич Храповицкий (пол. Ignacy Chrapowicki; бел. Ігнат Яўстахавіч Храпавіцкі; 31 июля 1817 имение Кохановичи Дриссенского уезда Витебской губернии — 25 декабря 1893 там же) — исследователь белорусского фольклора, общественный деятель, поэт, переводчик.

## Биография
При крещении получил имя Игнатий-Антоний, пользуясь обычно только именем Игнатий.
Являясь хозяином обширного поместья, знал тяжёлое положение крестьян и был убежденным противником крепостного права. В 1850 г. стал соавтором проекта отмены барщины на территории Витебской губернии и провел его на собрании дворян губернии, но царская администрация нашла юридическую зацепку, чтобы проект не приобрел законной силы. После долгое время не принимал участия в общественной жизни.
Служил смотрителем ссыпных магазинов Дриссенского уезда, был избран в 1859 г. дриссенским уездным предводителем дворянства. Действительный член Витебского губернского попечительства детских приютов, член Витебского губернского статистического комитета.
После обнародования в 1861 г. царского указа об отмене крепостного права и начала Великой крестьянской реформы Игнатий Храповицкий активно взялся за её воплощение, за что был награждён серебряной медалью на Алексеевской ленте и бронзовой медалью «За труды по освобождению крестьян».
В 1859 г. был избран, а после отмены земских выборов в западных губерниях из-за восстания 1863—1864 гг. переназначен на должность дриссенского уездного предводителя дворянства, занимая её непрерывно с 1859 по 1880 г. В 1871 г. участвовал в съезде сельских хозяев в Смоленске. 10 ноября 1880 г. назначен российским правительством на должность витебского губернского предводителя дворянства, которую и занимал вплоть до своей смерти 25 декабря 1893 г. Был одним из лидеров Витебского общества сельского хозяйства, а в 1880—1893 гг. был его председателем.
Писал в большинстве случаев на польском языке, хотя досконально владел белорусским и старобелорусским. В 1840-е гг. с 1-го номера сотрудничал с альманахом «Rubon». Автор работы «Взгляд на поэзию белорусского народа» с приложением наблюдений над особенностями белорусского языка на материале Витебщины («Rubon», 1845, т. 5) — первой историко-сравнительной характеристики белорусского фольклорного наследия. Автор многочисленных стихов, в том числе романтических, переводов на польский язык белорусских народных песен, некоторых исторических документов времен Великого княжества Литовского. Готовил к изданию работу «Полный белорусский песенник», разработал для него классификацию, накапливал тексты.
Похоронен на сельском кладбище в Кохановичах (современный Верхнедвинский район Витебской области Беларуси). После 1917 г. могила была разрушена, а надгробные памятники выброшены в ров. В начале XXI века надгробия Игнатия Храповицкого и его супруги были найдены местными жителями во время реконструкции дороги, и на местном кладбище были восстановлены символические могилы Храповицкого и его жены (точное их расположение установить не удалось).
В 2017 г. в честь 200-летия со дня рождения И. Е. Храповицкого в Верхнедвинске и Кохановичах прошла международная научная конференция.